# Swedish Open 2017

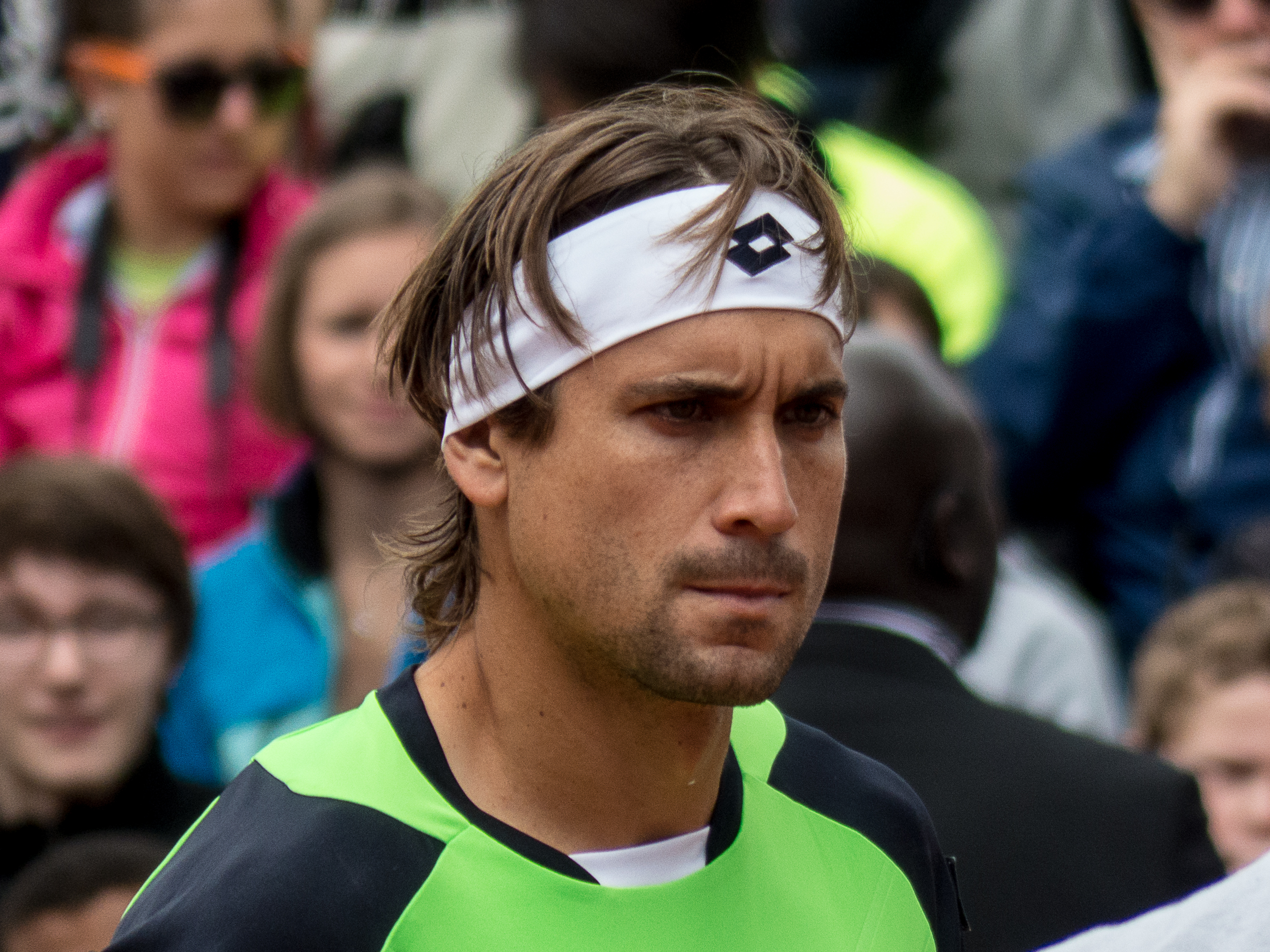
David Ferrer, vincitore dell'edizione singolare maschile

Lo Swedish Open 2017 è stato un torneo di tennis giocato sulla terra rossa. È stata la 70ª edizione del torneo maschile, facente parte della categoria ATP World Tour 250 series nell'ambito dell'ATP World Tour 2017 e la 9ª del femminile, facente parte della categoria International nell'ambito del WTA Tour 2017. Sia il torneo maschile che femminile si sono giocati al Båstad Tennis Stadium di Båstad in Svezia. Il torneo maschile si è tenuto dal 17 al 23 luglio 2017 con il nome di SkiStar Swedish Open 2017, mentre quello femminile dal 24 al 30 luglio 2017 con il nome di Ericsson Open 2017.

## Partecipanti ATP

### Teste di serie
| Nazionalità | Giocatore            | Ranking* | Testa di serie |
| ----------- | -------------------- | -------- | -------------- |
| Spagna      | Pablo Carreño Busta  | 17       | 1              |
| Spagna      | Albert Ramos Viñolas | 22       | 2              |
| Uruguay     | Pablo Cuevas         | 24       | 3              |
| Francia     | Richard Gasquet      | 27       | 4              |
| Russia      | Karen Khachanov      | 34       | 5              |
| Spagna      | Fernando Verdasco    | 35       | 6              |
| Argentina   | Diego Schwartzman    | 37       | 7              |
| Spagna      | David Ferrer         | 39       | 8              |
| Argentina   | Horacio Zeballos     | 56       | 9              |

* Ranking del 3 luglio 2017.

### Altri partecipanti
I seguenti giocatori hanno ricevuto una wild card per il tabellone principale:
- Tommy Haas
- Elias Ymer
- Mikael Ymer

Il seguente giocatore è entrato in tabellone col ranking protetto:
- Ernests Gulbis

I seguenti giocatori sono passati dalle qualificazioni:

- Federico Delbonis
- Arthur De Greef
- Maximilian Marterer
- Leonardo Mayer

Il seguente giocatore è entrato in tabellone come Lucky loser:
- Paul-Henri Mathieu

## Partecipanti WTA

### Teste di serie
| Nazionalità | Giocatrice           | Ranking* | Testa di serie |
| ----------- | -------------------- | -------- | -------------- |
| Danimarca   | Caroline Wozniacki   | 7        | 1              |
| Lettonia    | Anastasija Sevastova | 17       | 2              |
| Francia     | Caroline Garcia      | 20       | 3              |
| Estonia     | Anett Kontaveit      | 32       | 4              |
| Spagna      | Carla Suárez Navarro | 34       | 5              |
| Paesi Bassi | Kiki Bertens         | 35       | 6              |
| Rep. Ceca   | Kateřina Siniaková   | 44       | 7              |
| Germania    | Julia Görges         | 45       | 8              |
| Svezia      | Johanna Larsson      | 48       | 9              |

* Ranking del 17 luglio 2017.

### Altre partecipanti
Le seguenti giocatrici hanno ricevuto una wild-card per il tabellone principale:
- Mirjam Björklund
- Elizaveta Kuličkova
- Rebecca Peterson

Le seguenti giocatrici sono entrate nel tabellone principale passando dalle qualificazioni:

- Irina Bara
- Kateryna Kozlova
- Barbora Krejčíková
- Cornelia Lister
- Arantxa Rus
- Martina Trevisan

La seguente giocatrice è entrata in tabellone come lucky loser:
- Viktoriya Tomova

## Punti
| Evento              | V   | F   | SF  | QF | 2T | 1T   | Q    | Q2   | Q1   |
| Singolare maschile  | 250 | 150 | 90  | 45 | 20 | 0    | 12   | 6    | 0    |
| Doppio maschile     | 250 | 150 | 90  | 45 | 0  | N.D. | N.D. | N.D. | N.D. |
| Singolare femminile | 280 | 180 | 110 | 60 | 30 | 1    | 18   | 12   | 1    |
| Doppio femminile    | 280 | 180 | 110 | 60 | 1  | N.D. | N.D. | N.D. | N.D. |

## Montepremi
| Evento              | V       | F       | SF      | QF      | 2T     | 1T     | Q2     | Q1     |
| Singolare maschile  | €85,945 | €45,265 | €24,520 | €13,970 | €8,230 | €4,875 | €2,195 | €1,100 |
| Doppio maschile *   | €26,110 | €13,730 | €7,440  | €4,260  | €2,490 | N.D.   | N.D.   | N.D.   |
| Singolare femminile | €43,000 | €21,400 | €11,500 | €6,175  | €3,400 | €2,100 | €1,020 | €600   |
| Doppio femminile *  | €12,300 | €6,400  | €3,435  | €1,820  | €960   | N.D.   | N.D.   | N.D.   |

* per team

## Campioni

### Singolare maschile
David Ferrer ha sconfitto in finale  Aleksandr Dolhopolov col punteggio di 6-4, 6-4.
- È il ventisettesimo titolo in carriera per Ferrer, primo dal 2015.

### Singolare femminile
Kateřina Siniaková ha sconfitto in finale  Caroline Wozniacki col punteggio di 6-3, 6-4.
- È il secondo titolo in carriera e in stagione per Siniaková.

### Doppio maschile
Julian Knowle /  Philipp Petzschner hanno sconfitto in finale  Sander Arends /  Matwé Middelkoop col punteggio di 6–2, 3–6, [10–7].

### Doppio femminile
Quirine Lemoine /  Arantxa Rus hanno sconfitto in finale  María Irigoyen /  Barbora Krejčíková col punteggio di 3-6, 6-3, [10-8].